# Draken Brno

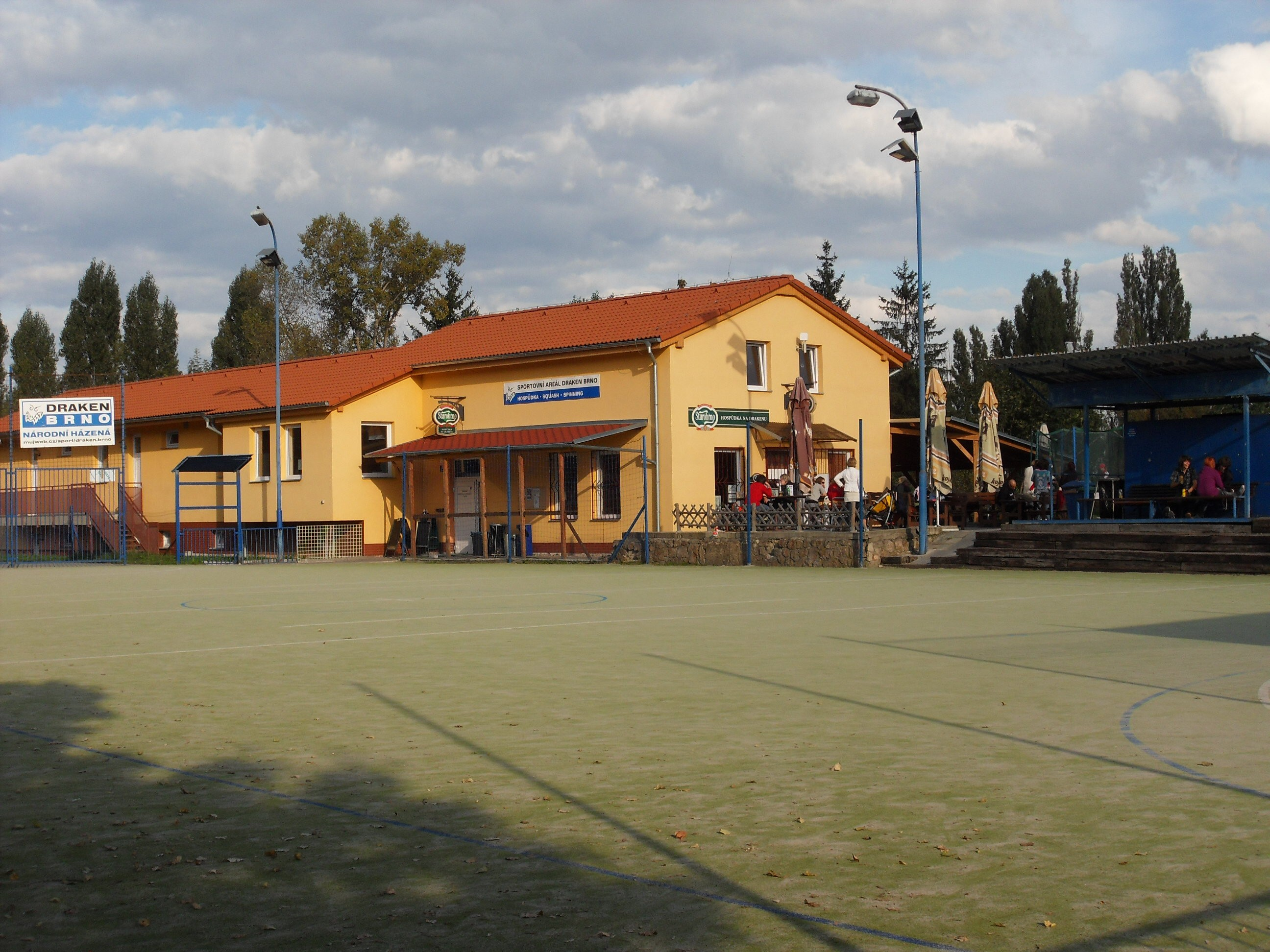
Domácí hřiště Drakenu v areálu na Kraví hoře v Brně

Draken Brno je brněnský klub národní házené, který se účastní 2. ligy. Vznikl v roce 1959 jako kroužek při Základní devítileté škole Lerchova v Brně-Stránicích, v roce 1979 přešel pod TJ Tábor Brno. Své domácí zápasy klub hraje na hřišti na Kraví hoře. Tým používá modré dresy. V sezóně 2011/12 klub skončil na 2. místě.
V klubu působí také mužský B-tým a C-tým (oba hrají Jihomoravský oblastní přebor, po 1. a 2. lize třetí nejvyšší soutěž), stejně tak v klubu působí dvě ženská družstva (obě v Jihomoravském oblastním přeboru, po 1. lize druhé nejvyšší soutěži).
V roce 2012 klub uspořádal na svém hřišti Mistrovství ČR dorostenců. Vítězem se stal TJ Příchovice, domácí tým vybojoval druhé místo.

## Největší úspěchy
- Kategorie dospělých
  - Český pohár – muži 2002

- Mládež
  - Mistr ČR – dorostenci 2000, 2001
  - Mistr ČR – starší žáci 1998, 2002, 2010
  - Mistr Československa – starší žákyně 1990
  - vítěz Poháru ČR – dorostenci 2002, 2005
  - vítěz Poháru ČR – starší žáci 1990, 2009
  - vítěz Poháru ČR – mladší žáci 1990, 2001
  - Haloví mistři ČR – mladší žáci 2009